# Glasögonbusksparv
Glasögonbusksparv (Chlorospingus flavopectus) är en fågel i familjen amerikanska sparvar inom ordningen tättingar. Den har en mycket vid utbredning från Mexiko söderut genom Centralamerika till norra Argentina. Troligen utgör den ett komplex av flera arter. 

## Utseende
Glasögonbusksparv är en liten tätting med anspråkslös men ändå karakteristisk fjäderdräkt. Ovansidan är matt grönaktig, huvudet gråaktigt till brunaktigt och bakom ögat syns en tydlig vit fläck.

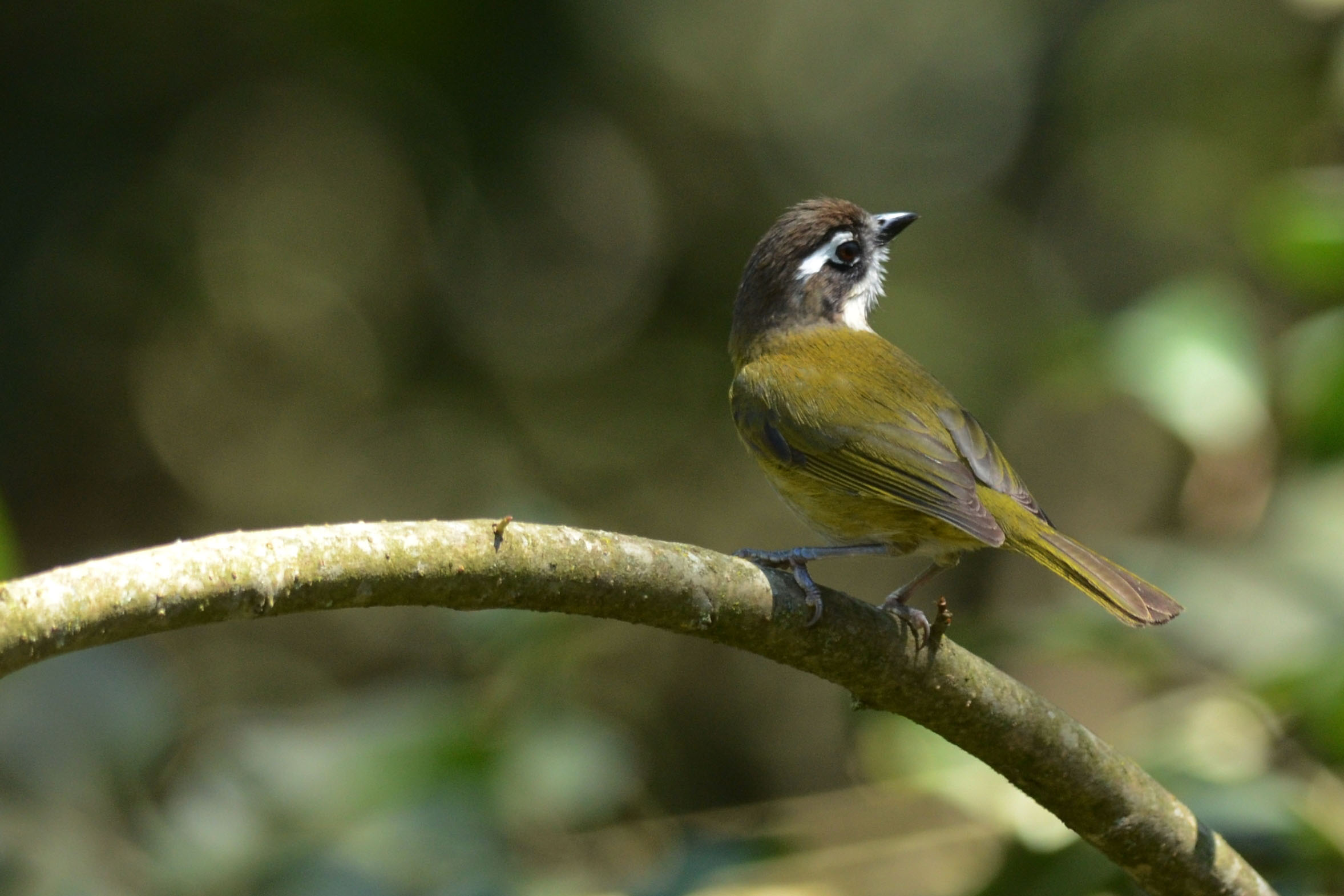

## Utbredning och systematik
Glasögonbusksparv har en mycket stor utbredning från södra Mexiko, söderut genom Centralamerika till norra Argentina. Den delas in i hela 27 underarter med följande utbredning:
- Chlorospingus flavopectus ophthalmicus – sydöstra Mexiko (norra Veracruz och södra San Luis Potosí till västra Chiapas)
- Chlorospingus flavopectus albifrons – Sierra Madre del Sur i sydvästra Mexiko (Guerrero och Oaxaca)
- postocularis-gruppen
  - Chlorospingus flavopectus wetmorei – sydöstra Mexiko (Sierra de Tuxtla i Veracruz)
  - Chlorospingus flavopectus dwighti – längs södra Mexikos (Chiapas) och östra Guatemalas karibiska kust; populationen i Belize är troligen även denna underart
  - Chlorospingus flavopectus persimilis – södra Mexiko (södra Oaxaca)
  - Chlorospingus flavopectus postocularis – längs Stillahavskusten i södra Mexico och västra Guatemala
  - Chlorospingus flavopectus honduratius – subtropiska El Salvador och Honduras
  - Chlorospingus flavopectus regionalis – Nicaragua genom Costa Rica till västra Panama, väster om Volcán Barús topp
  - Chlorospingus flavopectus novicius – västra Panama (västra Chiriquí, öster om Volcán Barús topp)
- Chlorospingus flavopectus punctulatus – höglänta områden i västra Panama (Veraguas och Coclé)
- venezuelanus-gruppen
  - Chlorospingus flavopectus ponsi – Serranía del Perijá längs Colombias gräns mot Venezuela
  - Chlorospingus flavopectus falconensis – nordvästra Venezuela (San Luis-bergen och Sierra de Aroa)
  - Chlorospingus flavopectus jaqcueti – östra Andernas västsluttning i nordöstra Colombia och norra Venezuela
  - Chlorospingus flavopectus venezuelanus – Anderna i sydvästra Venezuela (Lara, Mérida och Táchira)
- flavopectus-gruppen
  - Chlorospingus flavopectus exitelus – Colombia (västra Andernas östsluttning och centrala Anderna i Antioquia)
  - Chlorospingus flavopectus nigriceps – subtropiska och nedre tempererade delarna av Anderna i Colombia
  - Chlorospingus flavopectus eminens - östra Anderna i nordöstra Colombia (Norte de Santander och Boyacá)
  - Chlorospingus flavopectus olsoni - östra Andernas östsluttning i Colombia (Boyacá, Caanare och Cundinamarca)
  - Chlorospingus flavopectus trudis – Andernas västsluttning i Santander vid La Pica i Colombia
  - Chlorospingus flavopectus macarenae – östra Colombia (Macarenabergen)
  - Chlorospingus flavopectus flavopectus – östra Anderna i Colombia (södra Santander och västra Cundinamarca)
  - Chlorospingus flavopectus phaeocephalus – Andernas västsluttning i sydvästra Ecuador samt Andernas östsluttning i Ecuador och nordligaste Peru (Cajamarca)
  - Chlorospingus flavopectus hiaticolus – centrala Peru
- Chlorospingus flavopectus cinereocephalus – Andernas östsluttning i centrala Peru (Pasco till västra Cuzco)
- Chlorospingus flavopectus peruvianus – Andernas östsluttning i sydligaste Peru (östra Cuzco till Puno)
- Chlorospingus flavopectus bolivianus – västra delen av centrala Bolivia (Cochabamba och La Paz)
- Chlorospingus flavopectus fulvigularis – centrala Bolivia (södra Cordillera de Cochabamba)
- Chlorospingus flavopectus argentinus – centrala Bolivia (övre  Río Mizque) till norra Argentina (Tucumán)

Utbredningsområdet för glasögonbusksparv i grönt.

Underarten persimilis inkluderas ofta i albifrons, medan novicius anses av vissa utgöra en hybridpopulation mellan regionalis och punctulatus.

### En eller flera arter?
Studier pekar på att glasögonbusksparv kan utgöra ett komplex av olika arter. Av dessa tros minst fyra vara endemiska för Mexiko. Detta har dock ännu inte lett till några taxonomiska förändringar.

### Familjetillhörighet
Tidigare fördes de amerikanska sparvarna till familjen fältsparvar (Emberizidae) som omfattar liknande arter i Eurasien och Afrika. Flera genetiska studier visar dock att de utgör en distinkt grupp som sannolikt står närmare skogssångare (Parulidae), trupialer (Icteridae) och flera artfattiga familjer endemiska för Karibien. Samma studier visar också att busksparvarna i Chlorospingus, tidigare placerade i familjen tangaror (Thraupidae), är en del av familjen.

## Levnadssätt
Glasögonbusksparv är en aktiv och social fågel som hittas i fuktiga städsegröna bergsskogar. Den ses vanligen i små, kvittrande flockar med upp till 40 individer som rör sig på alla nivåer, ofta i närheten av fruktbärande träd och buskar. Arten utgör också vanligen kärnan av kringvandrande artblandade flockar.

## Status
Glasögonbusksparv är en vida spridd art, men tros minska i antal, dock inte tillräckligt kraftigt för att anses vara hotad. IUCN kategoriserar arten som livskraftig. Beståndet uppskattas till i storleksordningen fem till 50 miljoner vuxna individer.

## Namn
Arterna i Chlorospingus kallades tidigare busktangaror, men har döpts om till busksparvar för att förtydliga korrekta familjetillhörigheten. De arter i Pipilo och Melozone som tidigare kallades just busksparvar har istället bytt namn till snårsparvar för att undvika förväxling och för att de står nära snårsparvarna i Atlapetes.